# 정지우 (1989년)
정지우(본명: 정주희, 1989년 3월 5일 ~ )는 대한민국의 배우이다.

## 출연

### 방송

#### 드라마
- 2023년 SBS 《모범택시 2》 - 이진선 역 (7회~8회)
- 2023년 tvN 《이로운 사기》 - 별이의 어머니 역
- 2023년 Tving 《술꾼도시여자들2》 - 강혜진 역 (8화)
- 2023년 KBS2 《극야》 - 연희 역

#### 오디오
- 2022년 네이버 오디오클립 《숨쉬는 상자 반도네온》 (웹 오디오) - 낭독 (2022.11.11)

### 영화
- 2006년 《모두들, 괜찮아요?》 - 무용 학생들 역
- 2015년 《순수의 시대》 - 민재집 하녀 역
- 2017년 《특별시민》 - 양캠프 환경 역
- 2017년 《로마의 휴일》 - 나이트 아가씨 역
- 2017년 《살인자의 기억법》 - 극장 착각남 여친 역
- 2017년 《국광교회》 (독립 영화) - 조교 역
- 2018년 《흥부》 - 소복무희 역
- 2018년 《새나라의 이선생》 (단편 영화)
- 2019년 《나랏말싸미》 - 궁녀 1 역
- 2019년 《엑시트》 - 드라마 주인공 역
- 2019년 《버티고》 - 개발팀 직원 역
- 2020년 《내가 죽던 날》 - 이순정 / 태풍 속보 리포터 목소리 역
- 2021년 《세자매》 - 교회 사람들 역
- 2022년 《브로커》 - 윤씨 아내 역
- 2023년 《드림팰리스》 - 분양직원1 역
- 2023년 《드림》 - 빅이슈직원2 역
- 2023년 《더 문》 - 상원 아내 역
- 2023년 《콘크리트 유토피아》 - 색출외부인4 역

## 수상
- 2009년 제26회 강원연극제 우수연기상